# Deutsche Volksgemeinschaft in Lothringen
Die Deutsche Volksgemeinschaft in Lothringen (D.V.G.) war eine Nebenorganisation der NSDAP im französischen Département Moselle, die von 1940 bis 1945 bestand.

## Aufbau
Der organisatorische Aufbau der D.V.G. folgte wie die NSDAP dem Führerprinzip. An der Spitze stand als Landesleiter Josef Bürckel, Chef der deutschen Zivilverwaltung in Lothringen, sein Stellvertreter war der französische Kollaborateur Eugène Foulé. Darunter folgten Kreis- und Ortsgruppenleiter bis hinunter zum Zellen- und Blockleiter. Die D.V.G. betrieb im gesamten Département insgesamt 284 Ortsgruppen. Das Mitgliedsabzeichen der D.V.G. war dem der NSDAP nachempfunden und unterschied sich lediglich durch die Aufschrift und die Farbwahl (rotes Hakenkreuz in schwarzem Ring statt umgekehrt).

## Sitz der Landesleitung
Der Sitz der Landesleitung befand sich in Metz im Präfekturgebäude am Place de la Préfecture (Regierungsplatz). Die Landesleitung gab in regelmäßigen Abständen das Mitteilungsblatt der Deutschen Volksgemeinschaft in Lothringen heraus.

## Mitgliederzahl
Im September 1940 soll die Mitgliederzahl bereits 217.300 betragen haben. 1942 sollen dann 98 % der von den Besatzungsbehörden als Volksdeutsche eingestuften Lothringer in der D.V.G. organisiert gewesen sein.

## Finanzen
Die D.V.G. unterstand der Finanzhoheit des NSDAP-Schatzmeisters Franz Xaver Schwarz.

## Geschichte
Die D.V.G. wurde im August 1940 als Ersatz- und Stellvertreterorganisation der NSDAP im besetzten Lothringen per Verordnung Bürckels geschaffen, der selbst die Landesleitung übernahm. Laut Organisationsplan der D.V.G. vom 1. Februar 1941 waren die Kreisleiter sämtlich aus dem angrenzenden NSDAP-Gau Saarpfalz abgeordnet, von den 17 hauptamtlichen Funktionären der Landesleitung waren 12 Deutsche und nur 5 einheimische Lothringer. Aufnahmescheine wurden von den Besatzungsbehörden sofort an sämtliche Haushalte im Département verteilt.
Bei den ethnischen Säuberungen französischsprachiger Lothringer, die die deutschen Besatzer im August/September 1940 und im November 1940 durchführten, halfen D.V.G.-Funktionäre bei der Auswahl der zu vertreibenden Personengruppen. Der deutsche Geheimdienst meldete im Oktober 1940 zur Eintrittswelle in die D.V.G.: „Sachkenner sind der Meinung, daß ein Teil der Bevölkerung hierdurch einer eventuellen zukünftigen Evakuierung entgehen möchte.“ 1942 wurden Mitglieder sowie deren Familien von Vertreibungs- und Umsiedlungsmaßnahmen ausdrücklich ausgenommen.
Ab August 1942 mussten alle Mitglieder der D.V.G. samt Ehegatten und minderjährigen Kindern zusätzlich zur französischen die deutsche Staatsangehörigkeit auf Widerruf annehmen. Grundlage war eine Verordnung des deutschen Innenministers, die eine ganz bewusste Verletzung internationalen Rechts darstellte und nach dem Kriege für „von Anfang an nichtig und rechtsunwirksam“ erklärt wurde.
Nach der deutschen Niederlage in Stalingrad 1943 begann eine deutliche Absetzbewegung der mittleren und unteren Funktionärsschicht der D.V.G. und der Versuch, unter Vorwänden von Ämtern zurückzutreten. Parallel zur D.V.G. wurde im März 1943 dann auch die NSDAP im CdZ-Gebiet Lothringen gegründet und sämtliche D.V.G.-Funktionäre ebenfalls in die NSDAP aufgenommen.
Mit der Befreiung Lothringens durch die US Army ab August 1944 und dem Tod Josef Bürckels im September 1944 endete praktisch die Tätigkeit der D.V.G., deren Apparat nach Deutschland verlegt wurde.

## Strafprozesse nach der Befreiung
Die französische Justiz ging im Département Moselle milde mit den Landesverrätern um. Die Gerichtshöfe in Metz und Sarreguemines verurteilten von 1945 bis 1947 insgesamt lediglich 910 Kollaborateure, darunter zahlreiche D.V.G.-Funktionäre. Eugène Foulé wurde am 20. Dezember 1945 in Sarreguemines zu fünf Jahren, der Propagandaleiter der D.V.G., Joseph Bilger, am 8. Juli 1947 in Metz zu zehn Jahren Zwangsarbeit verurteilt.